# Granja (Brasil)
Granja es un municipio brasilero del estado del Ceará.
Se localiza a una latitud 03º07'13" sur y a una longitud 40º49'34" oeste, estando a una altitud de 10 metros. Su población estimada en 2006 era de 53.645 habitantes. Posee un área de 2705,35 km². Posee en su territorio la Represa Gangorra que posee un volumen de 62.500.000 m³.

## Historia
El municipio de Granja fue creado en 1776, siendo la sede elevada a la categoría de ciudad en 1854.